# Химна Аустралије
Advance Australia Fair је химна Аустралије. Написао ју је композитор шкотског порекла Питер Додс Макормик 1878. године. Заменила је химну Боже чувај краља 1974. године.

## Текст
| Енглески оригинал | Српски превод |
| --- | --- |
| -{Australians all let us rejoice For we are one and free We've golden soil and wealth for toil, Our home is girt by sea: Our land abounds in nature's gifts Of beauty rich and rare, In history's page let every stage Advance Australia fair, In joyful strains then let us sing Advance Australia fair. Beneath our radiant Southern Cross, We'll toil with hearts and hands, To make this Commonwealth of ours Renowned of all the lands, For those who've come across the seas We've boundless plains to share, With courage let us all combine To advance Australia fair. In joyful strains then let us sing, Advance Australia fair.}- | Радујмо се сви Аустралијанци Јер смо једно и слободни Имамо златну земљу и богатство за напоран рад Наш дом је окружен морем Наша земља обилује даровима природе Лепотом богатих и ретких На страници историје нека свака фаза Аустралије напредује правично У радосном усхићењу онда запевајмо Аустралија напредује правично. Испод нашег сјајног Јужног крста Напорно радимо срцем и рукама Да би ову нашу државу учинимо Познатом свим осталим земљама За оне који су дошли преко мора Имамо непрегледне равнице да делимо Ујединимо се храбро Нека Аустралија напредује правично У радосном усхићењу онда запевајмо Аустралија напредује правично. |